# Zmiany składu Sejmu Rzeczypospolitej Polskiej IX kadencji względem VIII kadencji
Poniższa tabela zawiera porównanie składu Sejmu Rzeczypospolitej Polskiej VIII (2015–2019) oraz IX kadencji (od 2019).
W kontekście posłów VIII kadencji, podsumowanie zmian składu wygląda następująco:
- 92 posłów kandydowało do sejmu IX kadencji, lecz nie uzyskało reelekcji;
- 44 posłów nie brało udziału w wyborach;
- 24 posłów kandydowało w wyborach do senatu;
- 19 posłów uzyskało mandaty do Parlamentu Europejskiego IX kadencji;
- 11 posłów zrezygnowało z mandatów poselskich (w wyniku m.in. uzyskania stanowisk w wyborach samorządowych w 2018 r., tym samym nie mogli oni ubiegać się o reelekcję.)
- 6 posłów zmarło w trakcie trwania VIII kadencji.

| Posłowie z VIII kadencji      | Klub (wg stanu na rok 2015) | powód braku reelekcji w 2019 |
| ----------------------------- | --------------------------- | --- |
| Adam Abramowicz               | Prawo i Sprawiedliwość      | Zrezygnował z członkostwa w PiS i z mandatu poselskiego (w wyniku powołania go w czerwcu 2018 na stanowisko rzecznika małych i średnich przedsiębiorców)  |
| Zbigniew Ajchler              | Platforma Obywatelska       | nie uzyskał reelekcji. Mandat posła IX kadencji objął 15 czerwca 2021, zastępując w parlamencie Killiona Munyamę                                          |
| Piotr Apel                    | Kukiz’15                    | nie uzyskał reelekcji. |
| Dorota Arciszewska-Mielewczyk | Prawo i Sprawiedliwość      | Kandydowała w wyborach do Senatu. |
| Bartosz Arłukowicz            | Platforma Obywatelska       | Uzyskał mandat posła Parlamentu Europejskiego IX kadencji.                                                                                                |
| Paweł Arndt                   | Platforma Obywatelska       | Kandydował w wyborach do Senatu. |
| Joanna Augustynowska          | Nowoczesna                  | nie uzyskała reelekcji. |
| Piotr Babiarz                 | Prawo i Sprawiedliwość      | Nie startował w wyborach. |
| Wojciech Bakun                | Kukiz’15                    | W wyborach samorządowych w 2018 został prezydentem Przemyśla.                                                                                             |
| Paweł Bańkowski               | Platforma Obywatelska       | Nie startował w wyborach. |
| Włodzimierz Bernacki          | Prawo i Sprawiedliwość      | Kandydował w wyborach do Senatu. |
| Anna Białkowska               | Platforma Obywatelska       | nie uzyskała reelekcji. |
| Zbigniew Biernat              | Prawo i Sprawiedliwość      | nie uzyskał reelekcji. |
| Magdalena Błeńska             | Kukiz’15                    | Nie startowała w wyborach. |
| Jacek Bogucki                 | Prawo i Sprawiedliwość      | Kandydował w wyborach do Senatu. |
| Agata Borowiec                | Prawo i Sprawiedliwość      | Nie startowała w wyborach. |
| Elżbieta Zielińska            | Prawo i Sprawiedliwość      | Nie uzyskała reelekcji), lecz w lutym 2022 otrzymała prawo do objęcia mandatu poselskiego zwolnionego przez Wiesława Janczyka, na co wyraziła zgodę.      |
| Krzysztof Brejza              | Platforma Obywatelska       | Kandydował w wyborach do senatu |
| Joachim Brudziński            | Prawo i Sprawiedliwość      | Uzyskał mandat posła Parlamentu Europejskiego IX kadencji.                                                                                                |
| Józef Brynkus                 | Kukiz’15                    | nie uzyskał reelekcji. |
| Barbara Bubula                | Prawo i Sprawiedliwość      | nie uzyskała reelekcji. |
| Wojciech Buczak               | Prawo i Sprawiedliwość      | nie uzyskał reelekcji. |
| Bożenna Bukiewicz             | Platforma Obywatelska       | Nie startowała w wyborach |
| Barbara Chrobak               | Kukiz’15                    | nie uzyskała reelekcji. |
| Sylwester Chruszcz            | Kukiz’15                    | nie uzyskał reelekcji. |
| Alicja Chybicka               | Platforma Obywatelska       | Kandydowała w wyborach do Senatu. |
| Piotr Cieśliński              | Platforma Obywatelska       | nie uzyskał reelekcji. |
| Tomasz Cimoszewicz            | Platforma Obywatelska       | nie uzyskał reelekcji. |
| Krzysztof Czabański           | Prawo i Sprawiedliwość      | nie uzyskał reelekcji. |
| Anna Czech                    | Prawo i Sprawiedliwość      | nie uzyskała reelekcji. |
| Andrzej Czerwiński            | Platforma Obywatelska       | nie uzyskał reelekcji. |
| Grzegorz Długi                | Kukiz’15                    | Nie startował w wyborach |
| Ewa Drozd                     | Platforma Obywatelska       | nie uzyskała reelekcji. |
| Antoni Duda                   | Prawo i Sprawiedliwość      | nie uzyskał reelekcji. |
| Artur Dunin                   | Platforma Obywatelska       | Kandydował w wyborach do Senatu. |
| Tadeusz Dziuba                | Prawo i Sprawiedliwość      | nie uzyskał reelekcji |
| Jacek Falfus                  | Prawo i Sprawiedliwość      | Nie startował w wyborach. |
| Grzegorz Furgo                | Nowoczesna                  | nie uzyskał reelekcji. |
| Zdzisław Gawlik               | Platforma Obywatelska       | nie uzyskał reelekcji |
| Stanisław Gawłowski           | Platforma Obywatelska       | Kandydował w wyborach do Senatu. |
| Lidia Gądek                   | Platforma Obywatelska       | nie uzyskała reelekcji. |
| Artur Gierada                 | Platforma Obywatelska       | nie uzyskał reelekcji |
| Konrad Głębocki               | Prawo i Sprawiedliwość      | Nie startował w wyborach. |
| Krzysztof Głuchowski          | Prawo i Sprawiedliwość      | nie uzyskał reelekcji |
| Jerzy Gosiewski               | Prawo i Sprawiedliwość      | nie uzyskał reelekcji. |
| Artur Górski                  | Prawo i Sprawiedliwość      | zmarł w 2016 |
| Paweł Grabowski               | Kukiz’15                    | nie uzyskał reelekcji. |
| Zbigniew Gryglas              | Prawo i Sprawiedliwość      | nie uzyskał reelekcji |
| Andrzej Halicki               | Platforma Obywatelska       | uzyskał mandat posła Parlamentu Europejskiego IX kadencji.                                                                                                |
| Bożena Henczyca               | Platforma Obywatelska       | nie uzyskała reelekcji. |
| Jolanta Hibner                | Platforma Obywatelska       | Kandydowała w wyborach do Senatu. |
| Józefina Hrynkiewicz          | Prawo i Sprawiedliwość      | nie uzyskała reelekcji. |
| Stanisław Huskowski           | Platforma Obywatelska       | uzyskał mandat radnego do Sejmiku Województwa Dolnośląskiego VI kadencji (2018–2024). 29 października marszałek Sejmu stwierdził wygaśnięcie jego mandatu |
| Jerzy Jachnik                 | Kukiz’15                    | Kandydował w wyborach do senatu. |
| Patryk Jaki                   | Prawo i Sprawiedliwość      | Uzyskał mandat posła Parlamentu Europejskiego IX kadencji.                                                                                                |
| Marek Jakubiak                | Kukiz’15                    | nie uzyskał reelekcji. |
| Grzegorz Janik                | Prawo i Sprawiedliwość      | nie startował w wyborach |
| Krystian Jarubas              | Polskie Stronnictwo Ludowe  | nie uzyskał reelekcji. |
| Wojciech Jasiński             | Prawo i Sprawiedliwość      | nie startował w wyborach |
| Tomasz Jaskóła                | Kukiz’15                    | nie startował w wyborach |
| Andrzej Jaworski              | Prawo i Sprawiedliwość      | nie startował w wyborach |
| Mariusz Orion Jędrysek        | Prawo i Sprawiedliwość      | nie uzyskał reelekcji. |
| Bartosz Józwiak               | Kukiz’15                    | nie startował w wyborach |
| Krzysztof Jurgiel             | Prawo i Sprawiedliwość      | Uzyskał mandat posła Parlamentu Europejskiego IX kadencji.                                                                                                |
| Bożena Kamińska               | Platforma Obywatelska       | nie uzyskała reelekcji. |
| Michał Kamiński               | Platforma Obywatelska       | Kandydował w wyborach do senatu |
| Włodzimierz Karpiński         | Platforma Obywatelska       | nie startował w wyborach |
| Beata Kempa                   | Prawo i Sprawiedliwość      | Uzyskała mandat posła Parlamentu Europejskiego IX kadencji                                                                                                |
| Jan Kilian                    | Prawo i Sprawiedliwość      | nie uzyskał reelekcji. |
| Jan Klawiter                  | Prawo i Sprawiedliwość      | nie startował w wyborach |
| Izabela Kloc                  | Prawo i Sprawiedliwość      | Uzyskała mandat posła Parlamentu Europejskiego IX kadencji.                                                                                               |
| Eugeniusz Kłopotek            | Polskie Stronnictwo Ludowe  | nie startował w wyborach |
| Sławomir Kłosowski            | Prawo i Sprawiedliwość      | nie uzyskał reelekcji. |
| Andrzej Kobylarz              | Kukiz’15                    | nie uzyskał reelekcji |
| Paweł Kobyliński              | Kukiz’15                    | nie uzyskał reelekcji. |
| Magdalena Kochan              | Platforma Obywatelska       | Kandydowała w wyborach do senatu. |
| Agnieszka Kołacz-Leszczyńska  | Platforma Obywatelska       | Kandydowała w wyborach do senatu. |
| Robert Kołakowski             | Prawo i Sprawiedliwość      | nie uzyskał reelekcji |
| Ewa Kopacz                    | Platforma Obywatelska       | Uzyskała mandat posła Parlamentu Europejskiego IX kadencji                                                                                                |
| Joanna Kopcińska              | Prawo i Sprawiedliwość      | Uzyskała mandat posła Parlamentu Europejskiego IX kadencji                                                                                                |
| Adam Korol                    | Platforma Obywatelska       | nie startował w wyborach |
| Leszek Korzeniowski           | Platforma Obywatelska       | nie startował w wyborach |
| Roman Kosecki                 | Platforma Obywatelska       | nie uzyskał reelekcji. |
| Kazimierz Kotowski            | Polskie Stronnictwo Ludowe  | nie uzyskał reelekcji. |
| Jerzy Kozłowski               | Prawo i Sprawiedliwość      | nie uzyskał reelekcji. |
| Maks Kraczkowski              | Prawo i Sprawiedliwość      | Zrezygnował z mandatu poselskiego w wyniku powołania na wiceprezesa zarządu PKO BP w 2016 roku                                                            |
| Elżbieta Kruk                 | Prawo i Sprawiedliwość      | Uzyskała mandat posła Parlamentu Europejskiego IX kadencji.                                                                                               |
| Bernadeta Krynicka            | Prawo i Sprawiedliwość      | nie uzyskała reelekcji |
| Dariusz Kubiak                | Prawo i Sprawiedliwość      | nie uzyskał reelekcji |
| Tomasz Kucharski              | Platforma Obywatelska       | nie uzyskał reelekcji. |
| Józef Grzegorz Kurek          | Prawo i Sprawiedliwość      | nie startował w wyborach |
| Jacek Kurzępa                 | Prawo i Sprawiedliwość      | nie uzyskał reelekcji, lecz w styczniu 2020 został posłem IX kadencji, zastępując powołanego na urząd wojewody Władysława Dajczaka.                       |
| Stanisław Lamczyk             | Platforma Obywatelska       | Kandydował w wyborach do senatu. |
| Józef Lassota                 | Platforma Obywatelska       | nie uzyskał reelekcji. |
| Bogdan Latosiński             | Prawo i Sprawiedliwość      | nie uzyskał reelekcji. |
| Józef Leśniak                 | Prawo i Sprawiedliwość      | nie uzyskał reelekcji |
| Ewa Lieder                    | Nowoczesna                  | nie uzyskała reelekcji. |
| Piotr Liroy-Marzec            | Kukiz’15                    | nie uzyskał reelekcji |
| Krzysztof Łapiński            | Prawo i Sprawiedliwość      | nie startował w wyborach |
| Andrzej Maciejewski           | Kukiz’15                    | Kandydował w wyborach do senatu. |
| Krzysztof Maciejewski         | Prawo i Sprawiedliwość      | nie uzyskał reelekcji. |
| Beata Małecka-Libera          | Platforma Obywatelska       | Kandydowała w wyborach do senatu |
| Maciej Masłowski              | Kukiz’15                    | Kandydował w wyborach do senatu |
| Andrzej Matusiewicz           | Prawo i Sprawiedliwość      | nie startował w wyborach |
| Beata Mazurek                 | Prawo i Sprawiedliwość      | Uzyskała mandat posła Parlamentu Europejskiego IX kadencji.                                                                                               |
| Jerzy Meysztowicz             | Nowoczesna                  | nie uzyskał reelekcji. |
| Antoni Mężydło                | Platforma Obywatelska       | Kandydował w wyborach do senatu. |
| Mieczysław Miazga             | Prawo i Sprawiedliwość      | nie uzyskał reelekcji. |
| Krzysztof Michałkiewicz       | Prawo i Sprawiedliwość      | Kandydował w wyborach do senatu. |
| Piotr Misiło                  | Nowoczesna                  | nie uzyskał reelekcji. |
| Aldona Młyńczak               | Platforma Obywatelska       | nie uzyskała reelekcji. |
| Kornel Morawiecki             | Kukiz’15                    | zmarł w 2019 roku |
| Robert Mordak                 | Kukiz’15                    | nie uzyskał reelekcji. |
| Andżelika Możdżanowska        | Polskie Stronnictwo Ludowe  | Uzyskała mandat posła Parlamentu Europejskiego IX kadencji                                                                                                |
| Piotr Naimski                 | Prawo i Sprawiedliwość      | nie uzyskał reelekcji. |
| Anna Nemś                     | Platforma Obywatelska       | nie uzyskała reelekcji. |
| Stefan Niesiołowski           | Platforma Obywatelska       | Nie startował w wyborach |
| Włodzimierz Nykiel            | Platforma Obywatelska       | Nie startował w wyborach |
| Norbert Obrycki               | Platforma Obywatelska       | nie uzyskał reelekcji. |
| Piotr Olszówka                | Prawo i Sprawiedliwość      | Nie startował w wyborach |
| Adam Ołdakowski               | Prawo i Sprawiedliwość      | nie uzyskał reelekcji |
| Krzysztof Ostrowski           | Prawo i Sprawiedliwość      | nie uzyskał reelekcji. |
| Mirosław Pampuch              | Nowoczesna                  | nie uzyskał reelekcji. |
| Błażej Parda                  | Kukiz’15                    | nie uzyskał reelekcji. |
| Krystyna Pawłowicz            | Prawo i Sprawiedliwość      | Nie startowała w wyborach |
| Zbigniew Pawłowicz            | Platforma Obywatelska       | Nie startował w wyborach |
| Ryszard Petru                 | Nowoczesna                  | Nie startował w wyborach |
| Danuta Pietraszewska          | Platforma Obywatelska       | Nie startowała w wyborach |
| Stanisław Pięta               | Prawo i Sprawiedliwość      | Nie startował w wyborach |
| Stanisław Piotrowicz          | Prawo i Sprawiedliwość      | nie uzyskał reelekcji. |
| Teresa Piotrowska             | Platforma Obywatelska       | Nie startowała w wyborach |
| Jarosław Porwich              | Prawo i Sprawiedliwość      | nie uzyskał reelekcji. |
| Piotr Pszczółkowski           | Prawo i Sprawiedliwość      | Nie startował w wyborach |
| Paweł Pudłowski               | Nowoczesna                  | Nie startował w wyborach |
| Piotr Pyzik                   | Prawo i Sprawiedliwość      | nie uzyskał reelekcji. |
| Elżbieta Radziszewska         | Platforma Obywatelska       | Nie startowała w wyborach |
| Elżbieta Rafalska             | Prawo i Sprawiedliwość      | Uzyskała mandat posła Parlamentu Europejskiego IX kadencji.                                                                                               |
| Grzegorz Raniewicz            | Platforma Obywatelska       | Nie startował w wyborach |
| Stefan Romecki                | Kukiz’15                    | nie uzyskał reelekcji. |
| Halina Rozpondek              | Platforma Obywatelska       | nie uzyskała reelekcji |
| Marek Ruciński                | Nowoczesna                  | Nie startował w wyborach |
| Leszek Ruszczyk               | Platforma Obywatelska       | nie uzyskał reelekcji |
| Dorota Rutkowska              | Platforma Obywatelska       | nie uzyskała reelekcji |
| Łukasz Rzepecki               | Prawo i Sprawiedliwość      | Nie startował w wyborach |
| Bogdan Rzońca                 | Prawo i Sprawiedliwość      | Uzyskał mandat posła Parlamentu Europejskiego IX kadencji.                                                                                                |
| Janusz Sanocki                | Kukiz’15                    | kandydował w wyborach do senatu |
| Joanna Schmidt                | Nowoczesna                  | Nie startowała w wyborach |
| Grzegorz Schreiber            | Prawo i Sprawiedliwość      | 22 listopada 2018 sejmik łódzki wybrał go na marszałka tego województwa                                                                                   |
| Krzysztof Sitarski            |                             | Nie startował w wyborach |
| Wojciech Skurkiewicz          | Prawo i Sprawiedliwość      | kandydował w wyborach do senatu |
| Paweł Skutecki                | Kukiz’15                    | nie uzyskał reelekcji. |
| Andrzej Smirnow               | Prawo i Sprawiedliwość      | nie uzyskał reelekcji. |
| Anna Sobecka                  | Prawo i Sprawiedliwość      | nie uzyskała reelekcji. |
| Czesław Sobierajski           | Prawo i Sprawiedliwość      | nie uzyskał reelekcji |
| Zbigniew Sosnowski            | Polskie Stronnictwo Ludowe  | nie uzyskał reelekcji |
| Lech Sprawka                  | Prawo i Sprawiedliwość      | nie uzyskał reelekcji. |
| Dariusz Starzycki             | Prawo i Sprawiedliwość      | W listopadzie 2018 został wicemarszałkiem w zarządzie województwa śląskiego VI kadencji.                                                                  |
| Michał Stasiński              | Nowoczesna                  | nie uzyskał reelekcji. |
| Jarosław Stawiarski           | Prawo i Sprawiedliwość      | 21 listopada 2018 został wybrany na marszałka województwa lubelskiego                                                                                     |
| Elżbieta Stępień              | Nowoczesna                  | kandydowała w wyborach do senatu. |
| Paweł Suski                   | Platforma Obywatelska       | nie uzyskał reelekcji. |
| Jolanta Szczypińska           | Prawo i Sprawiedliwość      | zmarła w 2018 r. |
| Jan Szewczak                  | Prawo i Sprawiedliwość      | Nie startował w wyborach |
| Jarosław Szlachetka           | Prawo i Sprawiedliwość      | W wyborach samorządowych w 2018 został wybrany na burmistrza Myślenic.                                                                                    |
| Andrzej Szlachta              | Prawo i Sprawiedliwość      | nie uzyskał reelekcji |
| Marcin Święcicki              | Platforma Obywatelska       | Nie startował w wyborach |
| Halina Szydełko               | Prawo i Sprawiedliwość      | nie uzyskała reelekcji. |
| Beata Szydło                  | Prawo i Sprawiedliwość      | Uzyskała mandat posła Parlamentu Europejskiego IX kadencji                                                                                                |
| Bożena Szydłowska             | Platforma Obywatelska       | Nie startowała w wyborach |
| Jan Szyszko                   | Prawo i Sprawiedliwość      | zmarł w 2019 |
| Grzegorz Tobiszowski          | Prawo i Sprawiedliwość      | Uzyskał mandat posła Parlamentu Europejskiego IX kadencji                                                                                                 |
| Genowefa Tokarska             | Polskie Stronnictwo Ludowe  | Nie startowała w wyborach |
| Ewa Tomaszewska               | Prawo i Sprawiedliwość      | nie uzyskała reelekcji. |
| Tomasz Tomczykiewicz          | Platforma Obywatelska       | zmarł w 2015 r. |
| Rafał Trzaskowski             | Platforma Obywatelska       | W październiku 2018 r. został prezydentem Warszawy |
| Witold Waszczykowski          | Prawo i Sprawiedliwość      | Uzyskał mandat posła Parlamentu Europejskiego IX kadencji                                                                                                 |
| Jacek Wilk                    | Kukiz’15                    | nie uzyskał reelekcji |
| Wojciech Wilk                 | Platforma Obywatelska       | W drugiej turze wyborów samorządowych w 2018 został wybrany na burmistrza Kraśnika.                                                                       |
| Michał Wojtkiewicz            | Prawo i Sprawiedliwość      | nie uzyskał reelekcji. |
| Marek Wójcik                  | Platforma Obywatelska       | nie uzyskał reelekcji. |
| Rafał Wójcikowski             | Kukiz’15                    | zmarł w 2017 r. |
| Kornelia Wróblewska           | Nowoczesna                  | nie uzyskała reelekcji. |
| Krystyna Wróblewska           | Prawo i Sprawiedliwość      | nie uzyskała reelekcji. |
| Małgorzata Wypych             | Prawo i Sprawiedliwość      | nie uzyskała reelekcji |
| Anna Zalewska                 | Prawo i Sprawiedliwość      | Uzyskała mandat posła Parlamentu Europejskiego IX kadencji                                                                                                |
| Krzysztof Zaremba             | Prawo i Sprawiedliwość      | nie uzyskał reelekcji. |
| Artur Zasada                  | Prawo i Sprawiedliwość      | Nie startował w wyborach |
| Łukasz Zbonikowski            | Prawo i Sprawiedliwość      | kandydował w wyborach do senatu. |
| Marian Zembala                | Platforma Obywatelska       | Nie startował w wyborach |
| Wojciech Ziemniak             | Platforma Obywatelska       | kandydował w wyborach do senatu. |
| Szymon Ziółkowski             | Platforma Obywatelska       | nie uzyskał reelekcji |
| Maria Zuba                    | Prawo i Sprawiedliwość      | nie uzyskała reelekcji |
| Małgorzata Zwiercan           | Kukiz’15                    | nie uzyskała reelekcji |
| Stanisław Żmijan              | Prawo i Sprawiedliwość      | nie uzyskał reelekcji. |
| Jerzy Żyżyński                | Prawo i Sprawiedliwość      | 18 marca 2016 został wybrany przez Sejm na członka Rady Polityki Pieniężnej na sześcioletnią kadencję                                                     |

| Posłowie z IX kadencji         | Klub (wg stanu na rok 2019)          |
| ------------------------------ | ------------------------------------ |
| Rafał Adamczyk                 | Sojusz Lewicy Demokratycznej         |
| Piotr Adamowicz                | Koalicja Obywatelska                 |
| Romuald Ajchler                | Sojusz Lewicy Demokratycznej         |
| Tomasz Aniśko                  | Koalicja Obywatelska                 |
| Władysław Teofil Bartoszewski  | Polskie Stronnictwo Ludowe           |
| Konrad Berkowicz               | Konfederacja Wolność i Niepodległość |
| Magdalena Biejat               | Sojusz Lewicy Demokratycznej         |
| Mateusz Bochenek               | Koalicja Obywatelska                 |
| Kamil Bortniczuk               | Prawo i Sprawiedliwość               |
| Piotr Borys                    | Koalicja Obywatelska                 |
| Krzysztof Bosak                | Konfederacja Wolność i Niepodległość |
| Grzegorz Braun                 | Konfederacja Wolność i Niepodległość |
| Stanisław Bukowiec             | Prawo i Sprawiedliwość               |
| Wiesław Buż                    | Sojusz Lewicy Demokratycznej         |
| Kazimierz Choma                | Prawo i Sprawiedliwość               |
| Dominika Chorosińska           | Prawo i Sprawiedliwość               |
| Tadeusz Chrzan                 | Prawo i Sprawiedliwość               |
| Anna Cicholska.                | Prawo i Sprawiedliwość               |
| Krzysztof Czarnecki            | Prawo i Sprawiedliwość               |
| Przemysław Czarnek             | Prawo i Sprawiedliwość               |
| Włodzimierz Czarzasty          | Sojusz Lewicy Demokratycznej         |
| Jacek Czerniak                 | Sojusz Lewicy Demokratycznej         |
| Katarzyna Czochara             | Prawo i Sprawiedliwość               |
| Eugeniusz Czykwin              | Koalicja Obywatelska                 |
| Władysław Dajczak              | Prawo i Sprawiedliwość               |
| Anna Dąbrowska-Banaszek        | Prawo i Sprawiedliwość               |
| Bartłomiej Dorywalski          | Prawo i Sprawiedliwość               |
| Przemysław Drabek              | Prawo i Sprawiedliwość               |
| Marek Dyduch                   | Sojusz Lewicy Demokratycznej         |
| Artur Dziambor                 | Konfederacja Wolność i Niepodległość |
| Agnieszka Dziemianowicz-Bąk    | Sojusz Lewicy Demokratycznej         |
| Jadwiga Emilewicz              | Prawo i Sprawiedliwość               |
| Monika Falej                   | Sojusz Lewicy Demokratycznej         |
| Jolanta Fedak                  | Polskie Stronnictwo Ludowe           |
| Magdalena Filiks               | Koalicja Obywatelska                 |
| Radosław Fogiel                | Prawo i Sprawiedliwość               |
| Konrad Frysztak                | Koalicja Obywatelska                 |
| Aleksandra Gajewska            | Koalicja Obywatelska                 |
| Adam Gawęda                    | Prawo i Sprawiedliwość               |
| Krzysztof Gawkowski            | Sojusz Lewicy Demokratycznej         |
| Grzegorz Gaża                  | Prawo i Sprawiedliwość               |
| Maciej Gdula                   | Sojusz Lewicy Demokratycznej         |
| Anna Gembicka                  | Prawo i Sprawiedliwość               |
| Hanna Gill-Piątek              | Sojusz Lewicy Demokratycznej         |
| Zbigniew Girzyński             | Prawo i Sprawiedliwość               |
| Robert Gontarz                 | Prawo i Sprawiedliwość               |
| Daria Gosek-Popiołek           | Sojusz Lewicy Demokratycznej         |
| Agnieszka Górska               | Prawo i Sprawiedliwość               |
| Maciej Górski                  | Prawo i Sprawiedliwość               |
| Krzysztof Grabczuk             | Koalicja Obywatelska                 |
| Michał Gramatyka               | Koalicja Obywatelska                 |
| Marek Gróbarczyk               | Prawo i Sprawiedliwość               |
| Andrzej Grzyb                  | Polskie Stronnictwo Ludowe           |
| Andrzej Gut-Mostowy            | Prawo i Sprawiedliwość               |
| Marcin Gwóźdź                  | Prawo i Sprawiedliwość               |
| Riad Haidar                    | Koalicja Obywatelska                 |
| Jerzy Hardie-Douglas           | Koalicja Obywatelska                 |
| Iwona Hartwich                 | Koalicja Obywatelska                 |
| Zbigniew Hoffmann              | Prawo i Sprawiedliwość               |
| Paweł Hreniak                  | Prawo i Sprawiedliwość               |
| Arkadiusz Iwaniak              | Sojusz Lewicy Demokratycznej         |
| Klaudia Jachira                | Koalicja Obywatelska                 |
| Małgorzata Janowska            | Prawo i Sprawiedliwość               |
| Joanna Jaśkowiak               | Koalicja Obywatelska                 |
| Dariusz Joński                 | Koalicja Obywatelska                 |
| Filip Kaczyński                | Prawo i Sprawiedliwość               |
| Sebastian Kaleta               | Prawo i Sprawiedliwość               |
| Mariusz Kałużny                | Prawo i Sprawiedliwość               |
| Krystian Kamiński              | Konfederacja Wolność i Niepodległość |
| Jan Kanthak                    | Prawo i Sprawiedliwość               |
| Fryderyk Kapinos               | Prawo i Sprawiedliwość               |
| Dariusz Klimczak               | Polskie Stronnictwo Ludowe           |
| Ewa Kołodziej                  | Koalicja Obywatelska                 |
| Maciej Konieczny               | Sojusz Lewicy Demokratycznej         |
| Przemysław Koperski            | Sojusz Lewicy Demokratycznej         |
| Maciej Kopiec                  | Sojusz Lewicy Demokratycznej         |
| Janusz Korwin-Mikke            | Konfederacja Wolność i Niepodległość |
| Katarzyna Kotula               | Sojusz Lewicy Demokratycznej         |
| Paweł Kowal                    | Koalicja Obywatelska                 |
| Janusz Kowalski                | Prawo i Sprawiedliwość               |
| Krzysztof Kozik                | Prawo i Sprawiedliwość               |
| Iwona Kozłowska                | Koalicja Obywatelska                 |
| Stefan Krajewski               | Polskie Stronnictwo Ludowe           |
| Michał Krawczyk                | Koalicja Obywatelska                 |
| Katarzyna Kretkowska           | Sojusz Lewicy Demokratycznej         |
| Paweł Krutul                   | Sojusz Lewicy Demokratycznej         |
| Marta Kubiak                   | Prawo i Sprawiedliwość               |
| Anita Kucharska-Dziedzic       | Sojusz Lewicy Demokratycznej         |
| Marcin Kulasek                 | Sojusz Lewicy Demokratycznej         |
| Maria Kurowska                 | Prawo i Sprawiedliwość               |
| Władysław Kurowski             | Prawo i Sprawiedliwość               |
| Dariusz Kurzawa                | Polskie Stronnictwo Ludowe           |
| Robert Kwiatkowski             | Sojusz Lewicy Demokratycznej         |
| Maciej Lasek                   | Koalicja Obywatelska                 |
| Ewa Leniart                    | Prawo i Sprawiedliwość               |
| Grzegorz Lorek                 | Prawo i Sprawiedliwość               |
| Artur Łącki                    | Polskie Stronnictwo Ludowe           |
| Magdalena Łośko                | Koalicja Obywatelska                 |
| Beata Maciejewska              | Sojusz Lewicy Demokratycznej         |
| Wojciech Maksymowicz           | Prawo i Sprawiedliwość               |
| Marlena Maląg                  | Prawo i Sprawiedliwość               |
| Jagna Marczułajtis-Walczak     | Koalicja Obywatelska                 |
| Paulina Matysiak               | Sojusz Lewicy Demokratycznej         |
| Aleksander Miszalski           | Koalicja Obywatelska                 |
| Mateusz Morawiecki             | Prawo i Sprawiedliwość               |
| Piotr Müller                   | Prawo i Sprawiedliwość               |
| Grzegorz Napieralski           | Koalicja Obywatelska                 |
| Barbara Nowacka                | Koalicja Obywatelska                 |
| Danuta Nowicka                 | Prawo i Sprawiedliwość               |
| Wanda Nowicka                  | Sojusz Lewicy Demokratycznej         |
| Urszula Nowogórska             | Polskie Stronnictwo Ludowe           |
| Robert Obaz                    | Sojusz Lewicy Demokratycznej         |
| Marcin Ociepa                  | Prawo i Sprawiedliwość               |
| Tomasz Olichwer                | Koalicja Obywatelska                 |
| Dariusz Olszewski              | Prawo i Sprawiedliwość               |
| Jacek Ozdoba                   | Prawo i Sprawiedliwość               |
| Teresa Pamuła                  | Prawo i Sprawiedliwość               |
| Karolina Pawliczak             | Sojusz Lewicy Demokratycznej         |
| Monika Pawłowska               | Sojusz Lewicy Demokratycznej         |
| Krzysztof Piątkowski           | Koalicja Obywatelska                 |
| Bolesław Piecha                | Prawo i Sprawiedliwość               |
| Grzegorz Piechowiak            | Prawo i Sprawiedliwość               |
| Anna Pieczarka                 | Prawo i Sprawiedliwość               |
| Katarzyna Piekarska            | Koalicja Obywatelska                 |
| Kacper Płażyński               | Prawo i Sprawiedliwość               |
| Elżbieta Płonka                | Prawo i Sprawiedliwość               |
| Paweł Poncyljusz               | Koalicja Obywatelska                 |
| Violetta Porowska              | Prawo i Sprawiedliwość               |
| Małgorzata Prokop-Paczkowska   | Sojusz Lewicy Demokratycznej         |
| Zbigniew Rau                   | Prawo i Sprawiedliwość               |
| Dariusz Rosati                 | Koalicja Obywatelska                 |
| Andrzej Rozenek                | Sojusz Lewicy Demokratycznej         |
| Grzegorz Rusiecki              | Koalicja Obywatelska                 |
| Marek Rutka                    | Sojusz Lewicy Demokratycznej         |
| Paweł Rychlik                  | Prawo i Sprawiedliwość               |
| Jarosław Rzepa                 | Polskie Stronnictwo Ludowe           |
| Piotr Sak                      | Prawo i Sprawiedliwość               |
| Wojciech Saługa                | Koalicja Obywatelska                 |
| Małgorzata Sekuła-Szmajdzińska | Sojusz Lewicy Demokratycznej         |
| Joanna Senyszyn                | Sojusz Lewicy Demokratycznej         |
| Czesław Siekierski             | Polskie Stronnictwo Ludowe           |
| Bartłomiej Sienkiewicz         | Koalicja Obywatelska                 |
| Zdzisław Sipiera               | Prawo i Sprawiedliwość               |
| Sławomir Skwarek               | Prawo i Sprawiedliwość               |
| Waldemar Sługocki              | Koalicja Obywatelska                 |
| Krzysztof Sobolewski           | Prawo i Sprawiedliwość               |
| Agnieszka Soin                 | Prawo i Sprawiedliwość               |
| Dobromir Sośnierz              | Konfederacja Wolność i Niepodległość |
| Anita Sowińska                 | Sojusz Lewicy Demokratycznej         |
| Katarzyna Sójka                | Prawo i Sprawiedliwość               |
| Magdalena Sroka                | Prawo i Sprawiedliwość               |
| Dariusz Stefaniuk              | Prawo i Sprawiedliwość               |
| Franciszek Sterczewski         | Koalicja Obywatelska                 |
| Beata Strzałka                 | Prawo i Sprawiedliwość               |
| Wiesław Szczepański            | Sojusz Lewicy Demokratycznej         |
| Aleksandra Szczudło            | Prawo i Sprawiedliwość               |
| Andrzej Szejna                 | Sojusz Lewicy Demokratycznej         |
| Andrzej Szewiński              | Koalicja Obywatelska                 |
| Jan Szopiński                  | Sojusz Lewicy Demokratycznej         |
| Łukasz Szumowski               | Prawo i Sprawiedliwość               |
| Krzysztof Śmiszek              | Sojusz Lewicy Demokratycznej         |
| Adam Śnieżek.                  | Prawo i Sprawiedliwość               |
| Tadeusz Tomaszewski            | Sojusz Lewicy Demokratycznej         |
| Włodzimierz Tomaszewski        | Prawo i Sprawiedliwość               |
| Małgorzata Tracz               | Koalicja Obywatelska                 |
| Tomasz Trela                   | Sojusz Lewicy Demokratycznej         |
| Mariusz Trepka                 | Prawo i Sprawiedliwość               |
| Krzysztof Tuduj                | Konfederacja Wolność i Niepodległość |
| Katarzyna Ueberhan             | Sojusz Lewicy Demokratycznej         |
| Michał Urbaniak                | Konfederacja Wolność i Niepodległość |
| Jarosław Wałęsa                | Koalicja Obywatelska                 |
| Marcin Warchoł                 | Prawo i Sprawiedliwość               |
| Piotr Wawrzyk                  | Prawo i Sprawiedliwość               |
| Marta Wcisło                   | Koalicja Obywatelska                 |
| Marek Wesoły                   | Prawo i Sprawiedliwość               |
| Patryk Wicher                  | Prawo i Sprawiedliwość               |
| Dariusz Wieczorek              | Sojusz Lewicy Demokratycznej         |
| Agata Wojtyszek                | Prawo i Sprawiedliwość               |
| Zdzisław Wolski                | Sojusz Lewicy Demokratycznej         |
| Bogusław Wontor                | Sojusz Lewicy Demokratycznej         |
| Michał Woś                     | Prawo i Sprawiedliwość               |
| Michał Wypij                   | Prawo i Sprawiedliwość               |
| Paweł Zalewski                 | Koalicja Obywatelska                 |
| Adrian Zandberg                | Sojusz Lewicy Demokratycznej         |
| Marcelina Zawisza              | Sojusz Lewicy Demokratycznej         |
| Zbigniew Ziejewski             | Polskie Stronnictwo Ludowe           |
| Urszula Zielińska              | Koalicja Obywatelska                 |
| Tomasz Zieliński               | Prawo i Sprawiedliwość               |
| Piotr Zientarski               | Koalicja Obywatelska                 |
| Tomasz Zimoch                  | Koalicja Obywatelska                 |
| Tadeusz Zwiefka                | Koalicja Obywatelska                 |
| Bożena Żelazowska              | Polskie Stronnictwo Ludowe           |
| Stanisław Żuk                  | Polskie Stronnictwo Ludowe           |
| Anna Maria Żukowska            | Sojusz Lewicy Demokratycznej         |